# Carmen (film din 1984)
Carmen (titlul original: în franceză Carmen) este un film de operă dramatic franco-italian, realizat în 1984 de regizorul Francesco Rosi, după romanul omonim al scriitorului Prosper Mérimée și opera lui Georges Bizet, protagoniști fiind actorii Julia Migenes-Johnson, Plácido Domingo, Ruggero Raimondi și Faith Esham. 

## Distribuție
- Julia Migenes – Carmen
- Plácido Domingo – Don José
- Ruggero Raimondi – Escamillo
- Faith Esham – Micaela
- François Le Roux – Moralès
- John-Paul Bogart – Zuñiga
- Susan Daniel – Mercédès
- Lillian Watson – Frasquita
- Jean-Philippe Lafont – Dancaire
- Gérard Garino – Remendado
- Julien Guiomar – Lillas Pastia
- Accursio Di Leo – Guide
- Maria Campano – Manuelita
- Cristina Hoyos – o dansatoare
- Juan Antonio Jiménez – un dansator
- Enrique El Cojo – hangiul
- Aurora Vargas – prietena lui Carmen
- Carmen Vargas – prietena lui Carmen
- Concha Vargas – prietena lui Carmen
- Esperanza Fernandez – prietena lui Carmen
- Lourdes Garcia – prietena lui Carmen
- Maria Gomez – prietena lui Carmen
- Pilar Becerra – prietena lui Carmen

## Premii și nominalizări
- 1985 – Premiul David di Donatello pentru:
  - Cel mai bun film lui Francesco Rosi
  - Cel mai bun regizor lui Francesco Rosi
  - Cea mai bună imagine lui Pasqualino De Santis
  - Cele mai bune decoruri lui Enrico Job
  - Cele mai bune costume lui Enrico Job
  - Cel mai bun montaj lui Ruggero Mastroianni
  - Nominalizare Cea mai bună actriță (rol principal) lui Julia Migenes
  - Nominalizare Cel mai bun actor (rol secundar) lui Ruggero Raimondi
- 1985 – Nastro d'argento
  - Cele mai bune decoruri lui Enrico Job
- 1985 – Grammy Award
  - Cea mai bună înregistrare de operă lui Michel Glotz, Lorin Maazel, Julia Migenes, Plácido Domingo, Ruggero Raimondi și Faith Esham
- 1985 – Globul de Aur
  - Nominalizare Cel mai bun film străin (Franța)
- 1986 – BAFTA Awards
  - Nominalizare Cel mai bun film străin (Italia)
  - Nominalizare Cel mai bun sunet lui Dominique Hennequin, Hugues Darmois, Bernard Leroux e Harald Maury
- 1985 – Premiul César
  - César pentru cel mai bun sunet lui Dominique Hennequin, Guy Level și Harald Maury
  - Nominalizare César pentru cel mai bun film lui Francesco Rosi
  - Nominalizare César pentru cel mai bun regizor lui Francesco Rosi
  - Nominalizare César pentru cea mai bună actriță lui Julia Migenes
  - Nominalizare César pentru cea mai bună imagine lui Pasqualino De Santis
  - Nominalizare César pentru cel mai bun decor lui Enrico Job
  - Nominalizare César pentru cele mai bune costume lui Enrico Job

## Producția
Pentru a înțelege și pătrunde în spiritul operei, Rosi a ascultat luni de zile muzica lui Georges Bizet. S-a inspirat apoi din cartea Călătorie în Spania (Voyage en Espagne, publicație din 1862 până 1873) a baronului Charles Davillier, ilustrată de peste 300 de desene ale lui Gustave Doré, găsind lumea ilustrată de Doré în Sierra de Ronda.
Rosi a selectat perioada anului 1875 și a filmat în întregime în locații din Andaluzia, ca Ronda, Carmona și Sevilla însăși pentru a simula Sevilla din acea epocă.
A lucrat cu colaboratorul său de lungă durată, directorul de imagine Pasqualino De Santis, și cu Enrico Job care a coordonat executarea decorurilor și a costumelor pentru film.